# Erioptera chlorophylla
Erioptera chlorophylla är en tvåvingeart som beskrevs av Osten Sacken 1860. Erioptera chlorophylla ingår i släktet Erioptera och familjen småharkrankar. Inga underarter finns listade i Catalogue of Life.